# Sokey Edorh
Sokey Edorh, né en 1955 à Tsévié (Togo), est un artiste plasticien togolais installé à Lomé.